# Havdhems kyrka
Havdhems kyrka är en kyrkobyggnad på Gotland som tillhör Havdhems församling i Visby stift.  Kyrkan ligger i södra Gotland nära till väg 142 från Hemse till Burgsvik, 53 km söderut från Visby, 8.5 km söderut från Hemse och 15 km norrut från Burgsvik.

## Kyrkobyggnaden
Kyrkan består av ett rektangulärt långhus med absidkor. På korets norra sida finns en sakristia. Ingångar finns i tornets västsida samt på korets och långhusets sydsida. Koret som ursprungligen inte hade någon absid är den äldsta delen som finns kvar och är från början eller mitten av 1100-talet. Ett mycket smalt fönster finns i norra väggen. En portal som tillfogades senare, 1200-talets början, tros vara uppförd av stenmästaren Calcarius. Absiden tillfogades samtidigt med uppförandet av långhuset omkring 1200. Ursprungligen var långhuset lite kortare och inte så högt. Det är inte känt när det ändrades till dagens höjd. Tidigare fanns tornet i västväggen, men i 1200-talets mitt ersattes det med nutidens mycket större torn.

## Inventarier
- Altartavlan är av J. Bartsch och dateras till 1667
- Predikstolen är huggen av Jochim Sterling, 1679
- Epitafium troligen från 1600-talet

### Orgel
- 1869 sattes en orgel upp av Jonas Runbäck med 9 stämmor. År 1912 flyttades orgeln till Gotlands Fornsal. Orgeln skänktes från början 1698 till S:t Olofs kapell i Stockholm (senare Adolf Fredriks kyrka). Ombyggdes 1784 av Jonas Gren och Peter Stråhle, Stockholm. Den hade då 8 stämmor. Den har sedan stått i Botkyrka kyrka och senare Huddinge kyrka.
- Orgeln byggdes 1914 av Eskil Lundén, Göteborg, och har fasta kombinationer. Orgeln är pneumatisk.

| Manual            | Pedal      | Koppel  |
| Borduna 16’       | Subbas 16' | Man/Ped |
| Principal 8’      |            |         |
| Rörflöjt 8’       |            |         |
| Salicional 8’     |            |         |
| Gamba 8'          |            |         |
| Oktava 4'         |            |         |
| Violin 4’         |            |         |
| Crescendosvällare |            |         |

## Övrigt
År 2003 installerade 3GIS en basstation för 3G-telefoni i kyrkans torn. På en av våningarna i tornet byggdes ett teknikskåp (tillverkat av Emerson Electric Co) och på planet ovanför monterades antenner för radiokommunikation och transmission. Antennerna målades därefter in i tornets färger för att smälta in bättre.

## Bildgalleri

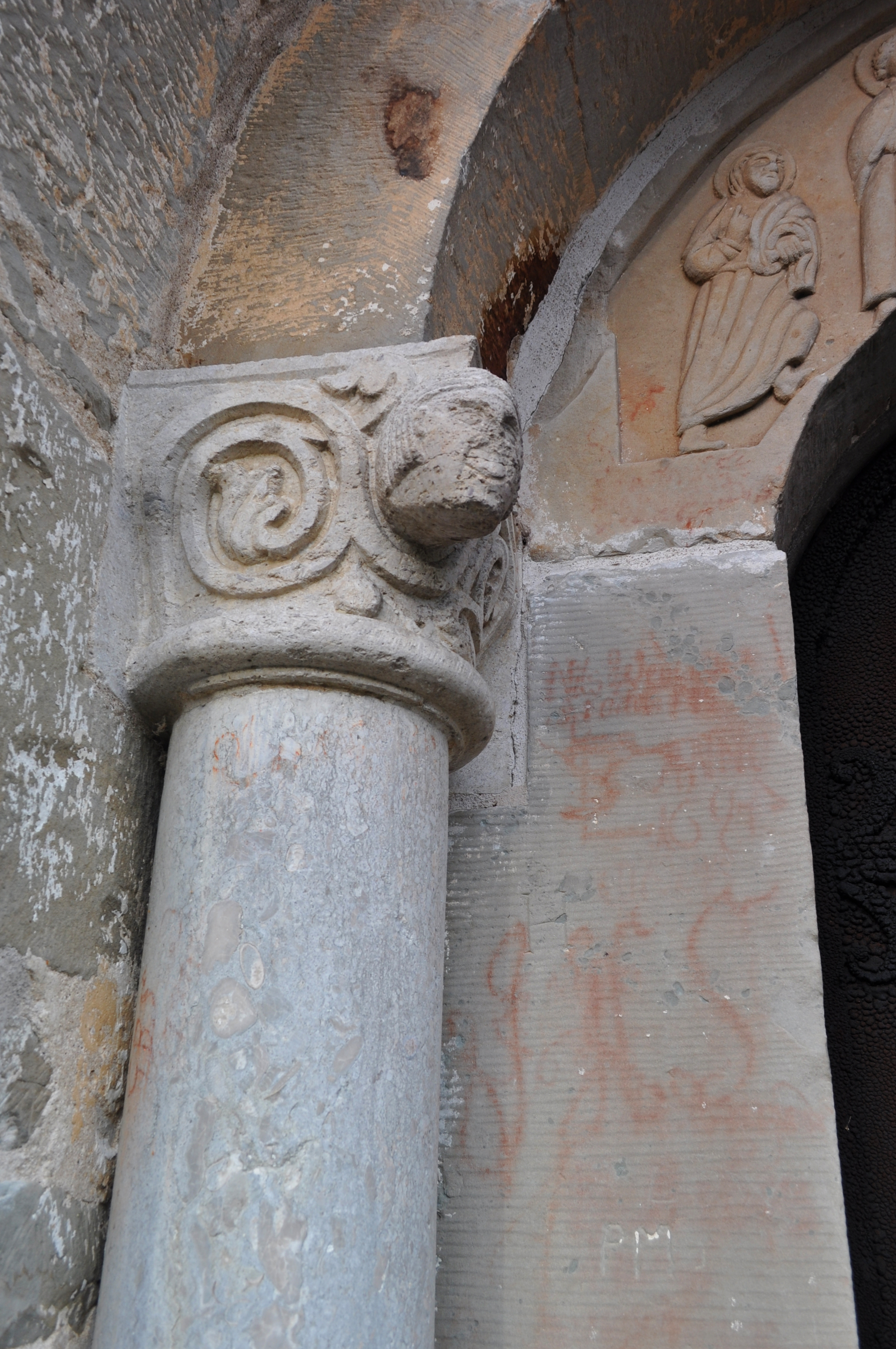
Detalj i portalen
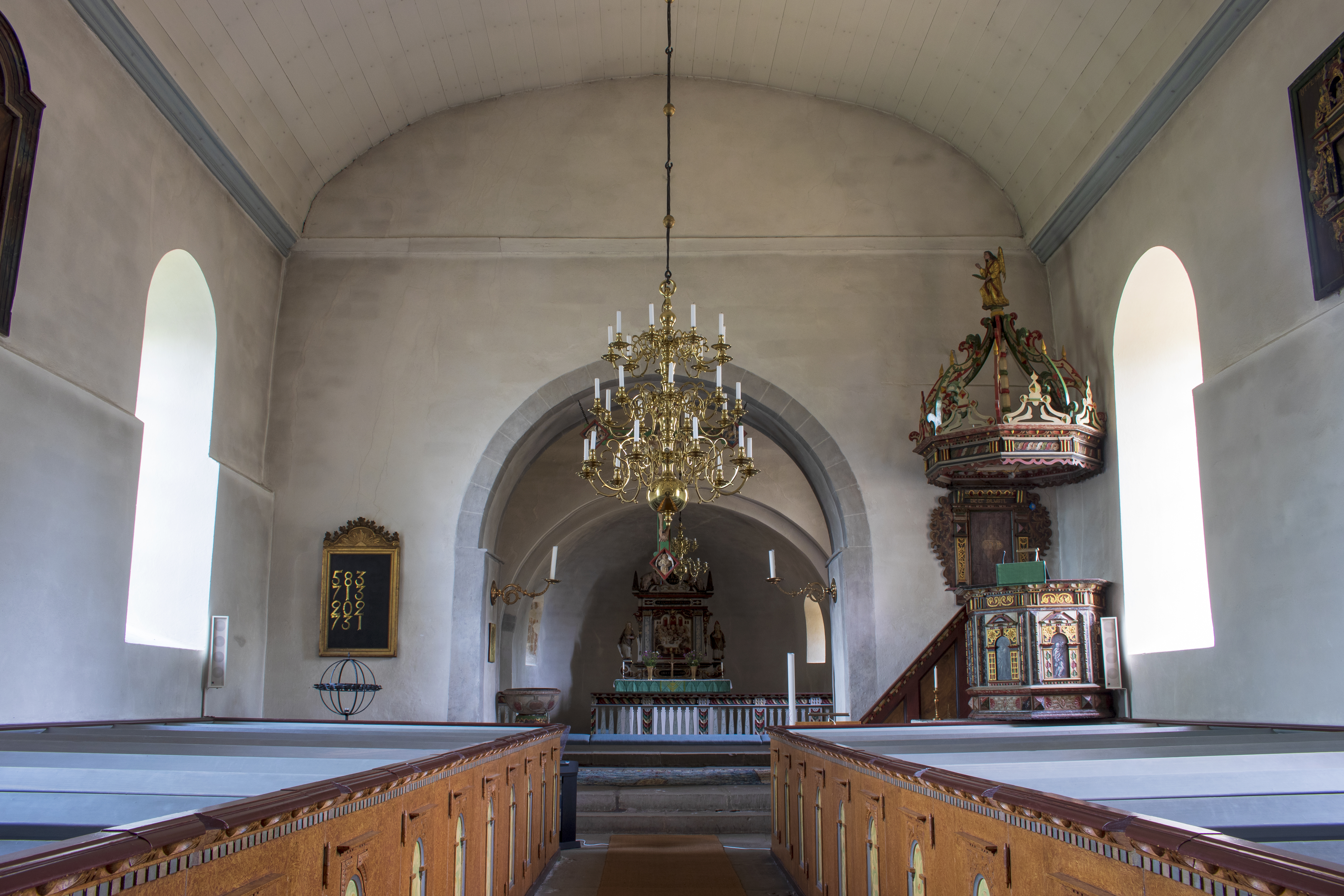
Interiör mot öster
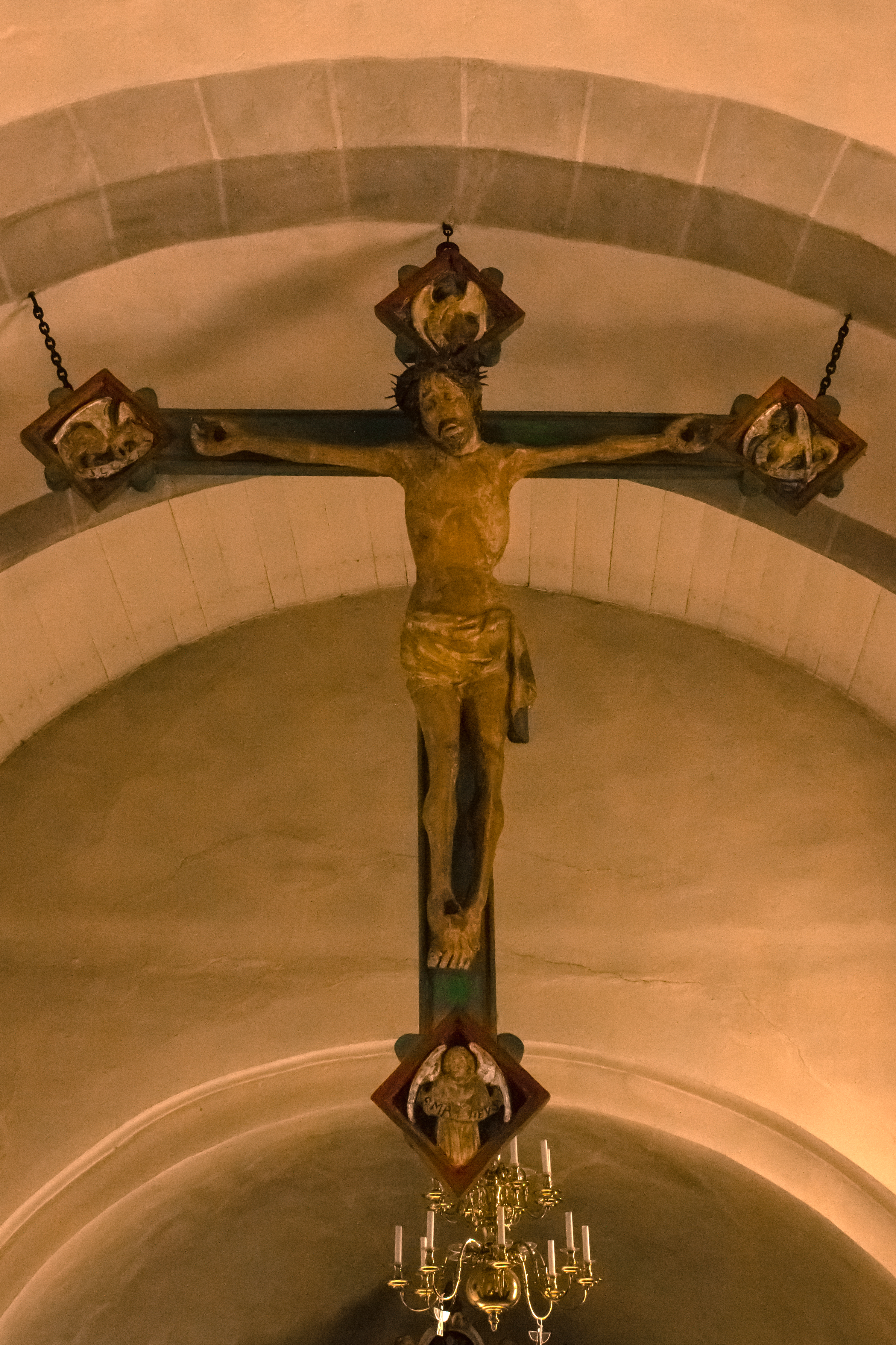
Triumfkrucifixet
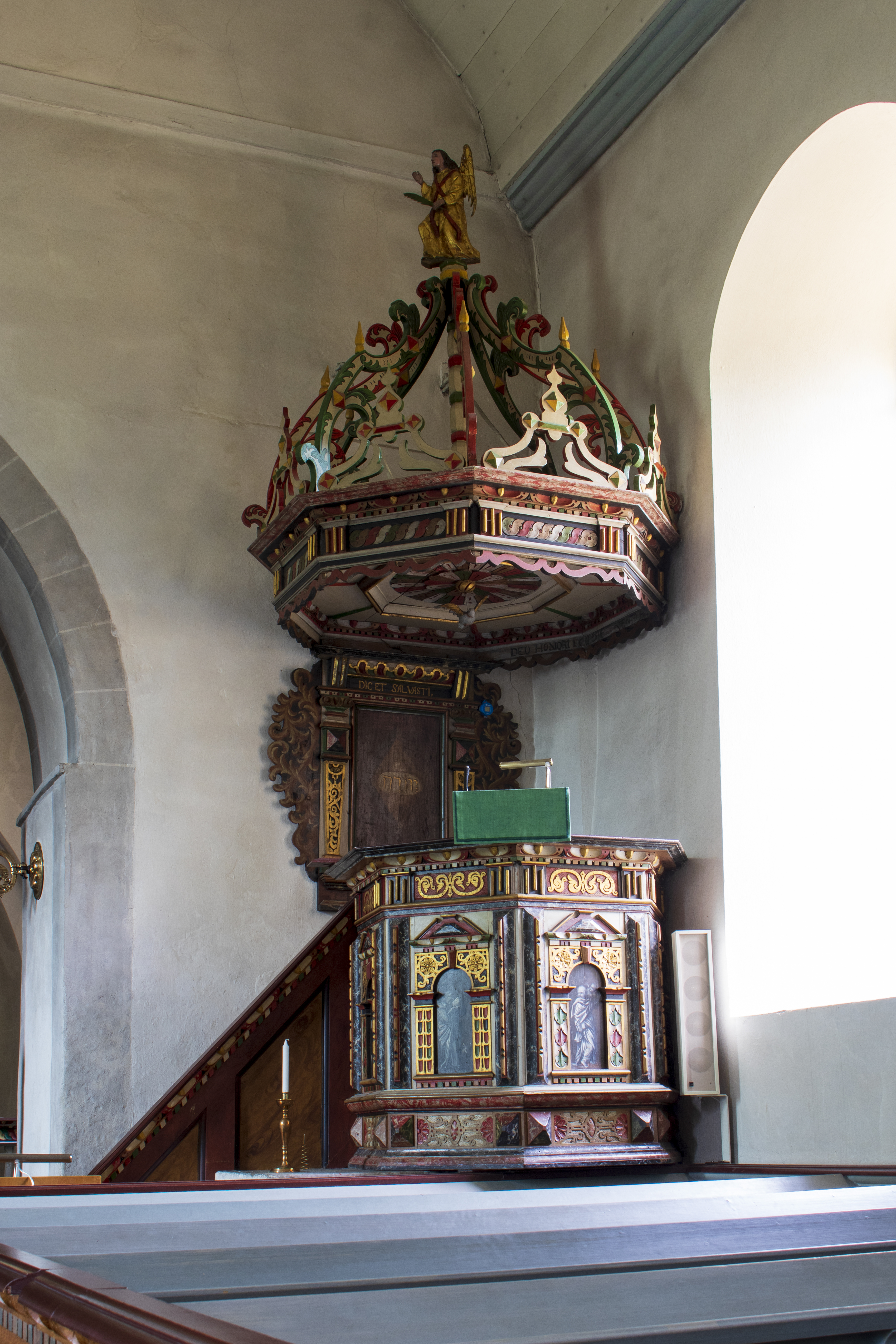
Predikstol från 1679
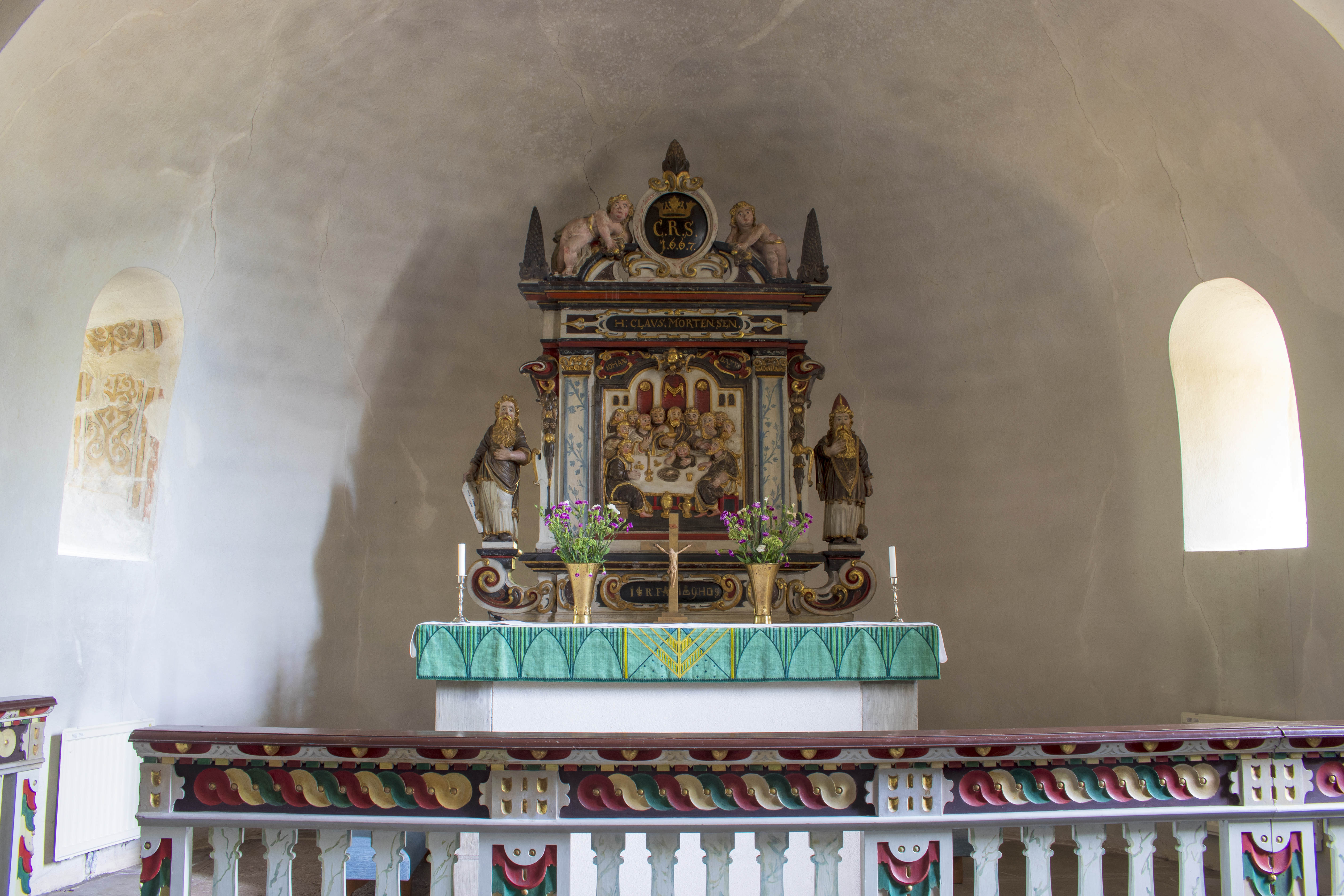
Altaruppsatsen
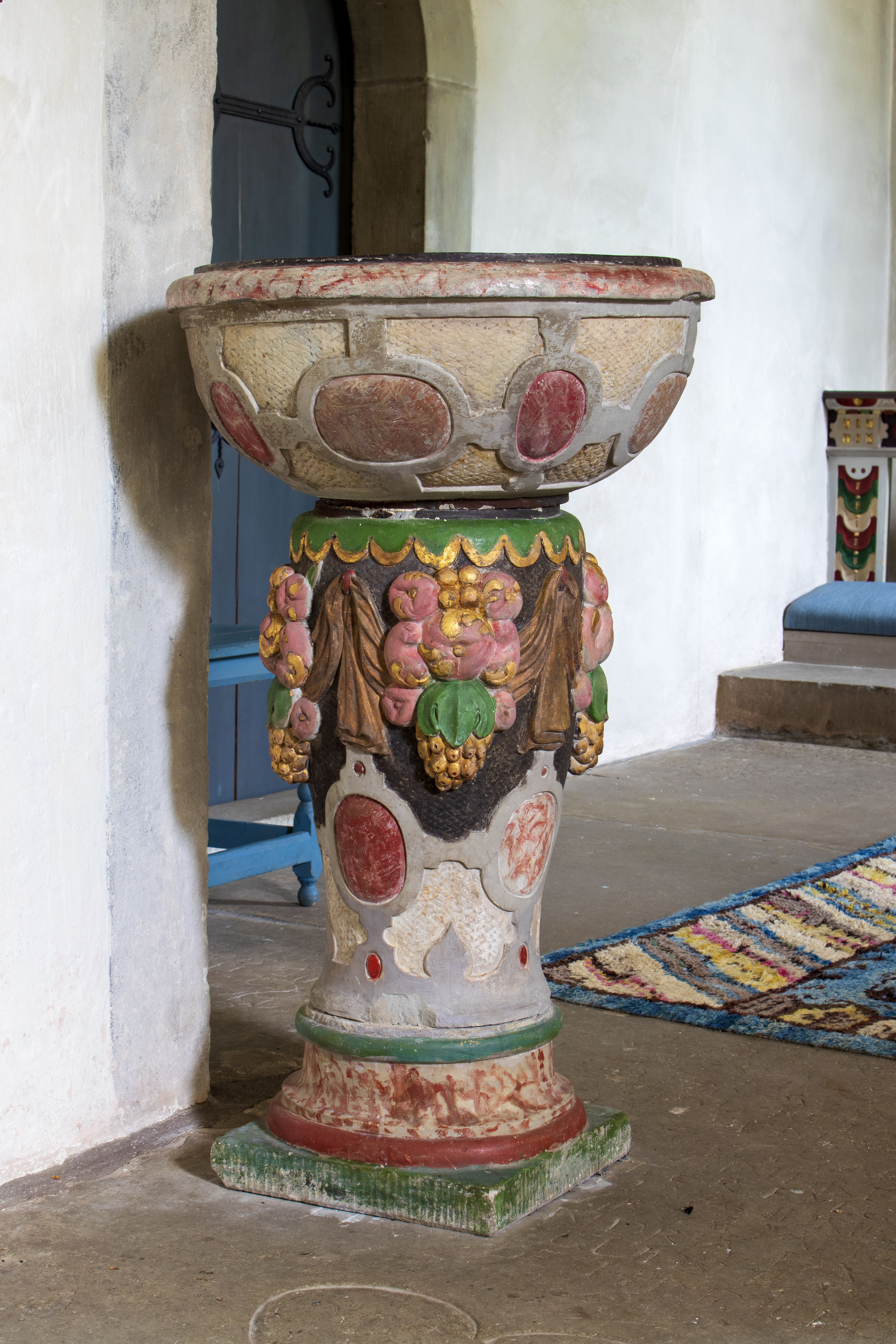
Dopfunten
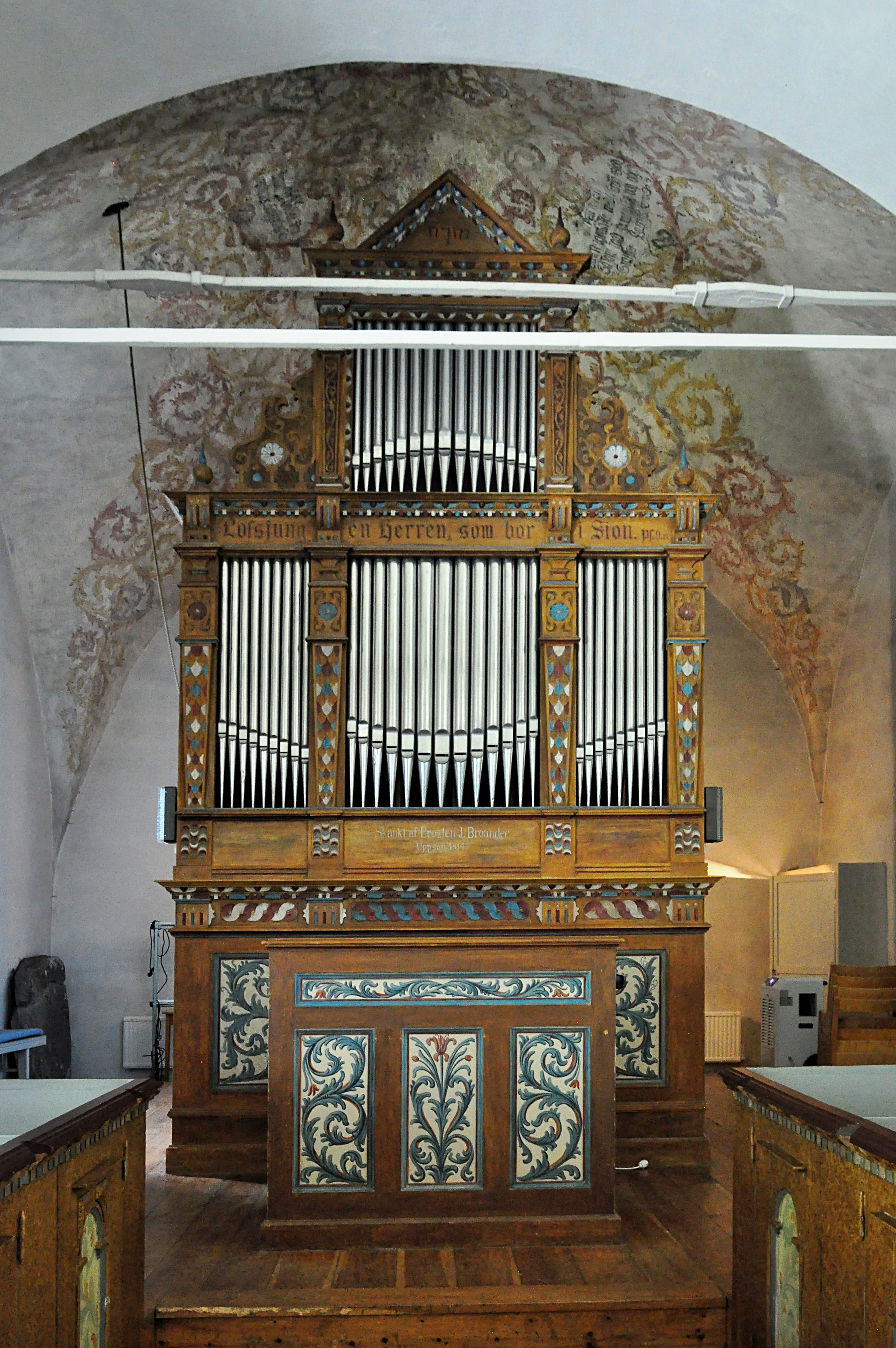
Orgeln
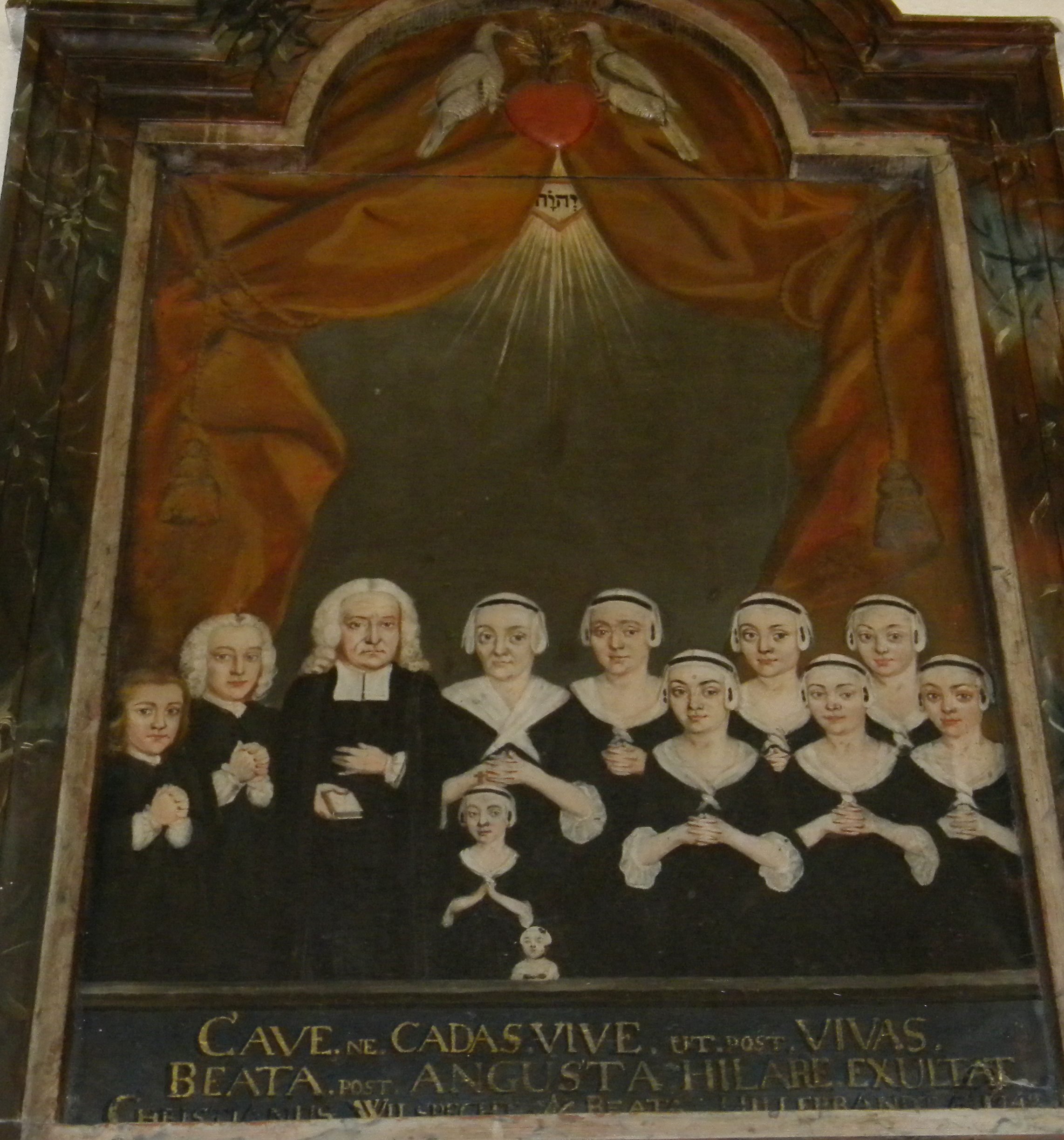
Epitafium